# Христо Бараковски
Христо Спасов Бараковски е виден български дърворезбар от XX век, знаков художник на Благоевград и един от най-добрите майстори на декоративна пластика и дърворезба в страната с изявен собствен стил, съчетаващ резба, скулптура и рисунка.

## Биография
Бараковски е роден на 25 май 1936 година в Горна Джумая, България. Завършва гимназията „Св. св. Кирил и Методий“ в родния си град и в 1963 година дърворезба в Художествената академия в София при Асен Василев и Борис Зографов. От 1963 до 1966 работи в Творческия фонд на Съюза на българските художници в София.
След това Бараковски се живее и работи в родния си Благоевград. Основно работи декоративни пана, както и малки пластики и графики. В 1971 година изработва герба на Благоевград. В 1973 година получава награда за най-добър художник на Общата художествена изложба „Пирин“, през 1977 година награда за декоративно-приложно изкуство, в 1981 година голямата награда на Зоналната изложба „Струма“, а в 1986 година годишната награда за декоративно-приложно изкуство „Иван Пенков“ на Съюза на българските художници.
Христо Бараковски има повече от двадесет самостоятелни изложби с дърворезба и рисунки. Самостоятелни изложби прави в Берлин (1982), Олборт (1982), Виена (1983), Болоня (1991). В 1995 – 1998 излага дърворезба и рисунки в Американския университет в Благоевград, в 1996 година по повод 60-годишнния си юбилей прави изложба в Благоевград, в 1997 излага дърворезба в Галерия „Райко Алексиев“ в София, а в 1998 година прави великденска изложба на кръстове, релефи в дърво в Историческия музей в Благоевград. В 2011 година прави юбилейна изложба по повод 75-годишнината си в Регионалния исторически музей в Благоевград.
Негови творби има в Национална художествена галерия, Националния музей за декоративно–приложни изкуства в София, художествени галерии в страната, частни колекции в Германия, Швейцария, Великобритания, САЩ, България, Италия, Франция, Венецуела.
Носител е на орден „Св. св. Кирил и Методий“ III степен, два пъти, и на орден „Червено знаме на труда“. В 1986 година е удостоен със званията „Почетен гражданин на Благоевград“ и „Заслужил художник“.
Бараковски умира от инфаркт на 30 май 2012 година. Министърът на културата и скулптор Вежди Рашидов го нарича „талантлив ваятел... проникновен художник, без чието творчество съвременното пластично изкуство щеше да е много по-бедно“.
През май 2016 година, по повод 80 години от рождението му, на негово име е кръстена улица в Благоевград, а негови изложби са открити в Изложбения център „Шипка“ 6 в София и във фоайето на общината в Благоевград.